# 2017 YE5
2017 YE5 — астероид, пересекающий орбиты Земли и Марса. Из-за высокого эксцентриситета орбиты (0,71) может сближаться с Юпитером на 0,42 а. е. и с Венерой на 0,09 а. е. Относится к группе аполлонов.
Является двойным астероидом, состоящим из двух приблизительно равных небесных тел размером 900 м, которые вращаются вокруг общего центра масс с периодом 22 часа.
Был открыт в 2017 году, во время сближения с Землёй 21 июня 2018 года наблюдался системой радителескопов NASA GSSR обсерватории Голдстоун, 25 июня — обсерваториями Аресибо и Грин-Бэнк.

## Сближения
Сближение с Землёй произошло 21 июня 2018 года в 20:53 UTC, расстояние — 5,964 млн км (15,5 расстояния до Луны), относительная скорость 15,473 км/c (55 703 км/ч).
| дата             | а. е.    | расстояний до Луны | небесное тело |
| ---------------- | -------- | ------------------ | ------------- |
| 08.11.1964 22:17 | 0,035496 | 13,8               | Марс          |
| 21.06.2018 20:53 | 0,039865 | 15,5               | Земля         |
| 30.07.2018 20:15 | 0,044095 | 17,2               | Марс          |
| 19.10.2046 21:43 | 0,033183 | 12,9               | Марс          |